# Marianna (serial animowany)
Marianna (fr. Marianne Première / Marianne 1re) – francuski serial animowany z 1990 roku zrealizowany na podstawie powieści Roberta Louisa Stevensona. Emitowany w Polsce w latach 90.

## Fabuła
Koniec XVIII wieku. Marianne Flambelle ma piętnaście lat, kiedy przybyła do La Rochelle po podróży do Ameryki. Wróciła z wujem Jacques'em, towarzyszem z La Fayette, aby odnaleźć swoich rodziców, którzy zaginęli w starciu między Monarchistami i Republikanami. Jednak złowrogi Courtard, podąża za Marianne aby odnaleźć wspaniały skarb powierzony przez imigrantów Panu Flambelle. Na szczęście Marianne może liczyć na prawdziwych przyjaciół – Johna i Błękitnego Lisa. Dzięki doskonałej sztuce władania szpadą, której nauczył jej ojciec – mistrz szpady, może stawić czoło najbardziej niebezpiecznym sytuacjom.

## Wersja polska
- Czytał: Henryk Pijanowski

## Dubbing francuski
- Virginie Ledieu - Marianne Flambelle
- Jean-Philippe Puymartin - wujek Jacques
- Michel Leroyer - Courtard
- Michel Vigné - pomocnik Courtarda
- Olivier Destrez - François
- Patrick Messe - John (Silny Traper)
- Anne Rondeleux - Claire de Broc
- Régis Lang - Noël (pierwszy głos)
- Luc Bernard - Noël (drugi głos)
- Edgar Givry - Pierre
- Gérard Dessalles - narrator, Błękitny Lis (Indiański Huron)

## Lista odcinków
- 01. Le retour
- 02. La surprise
- 03. La libération de Mahé de Broc
- 04. Libération et mort du père de Marianne
- 05. Tribulations d'un parchemin
- 06. La libération de François
- 07. La mort de Noël
- 08. Retrouvailles avec la mère
- 09. L'attaque du moulin
- 10. La délivrance d'Anne
- 11. La cachette de Nantes
- 12. Sauvés par Robespierre
- 13. La confrontation (13 Vendémiaire)
- 14. L'enlèvement
- 15. Fausse monnaie
- 16. Le trésor des émigrés
- 17. la Baronne de Draeke
- 18. Le guet-apens
- 19. Le sous-marin
- 20. Le parachutiste
- 21. Les plans de Fulton
- 22. Les diamants de la couronne
- 23. Le télégraphe en feu
- 24. Les salopards
- 25. …
- 26. …

Źródło: